# Chircăiești
Chircăiești è un comune della Moldavia situato nel distretto di Căușeni di 3.523 abitanti al censimento del 2004